# 풍물기행 세계를 가다
풍물기행 세계를 가다는 1994년 2월 27일부터 2003년 2월 15일까지 KBS에서 방송된 텔레비전 프로그램이다. 2001년 가을 개편 때 폐지되었다가 다음 해 7월 부분 개편을 맞아 부활했다.

## 기획 의도
지구촌 곳곳의 이색적인 다양한 삶의 모습, 세계 문화정보 등을 풍물 중심으로 제공, 시청자의 국제 감각을 교양 텔레비전 프로그램이다.

## 진행자
- 윤인구
- 김경란

## 역대 진행자
- 임성훈
- 이창명
- 리키 스미스
- 로버트 할리
- 홍서범
- 배동성
- 김동우
- 이상아
- 오영실
- 진양혜
- 황정민
- 최승돈
- 박정숙
- 김병찬